# 唐音統籤
《唐音統籤》1033卷，明代胡震亨編纂。網羅宏富，總覽自唐代至五代之間三百餘年的詩歌總集。
全書以十干為紀，《甲籤》～《壬籤》輯錄各類詩體，〈甲籤〉輯錄帝王詩集，乙、丙、丁、戊四籤輯錄唐代初盛中晚四期詩歌，〈戊籤〉后附、餘录則輯錄五代詩歌，〈己籤〉輯錄閨媛詩歌，〈庚籤〉輯錄僧、道诗歌，〈辛籤〉輯錄乐府、谐谑、歌谣谶谚，〈壬籤〉輯錄神仙鬼怪之诗，〈癸籤〉为诗话评论。是唐詩詩學研究不可或缺的基本資料。
胡震亨沒後，子孫後人力謀刊佈《唐音統籤》全書，但因卷帙繁重，終清之世未能如願；只有《唐音癸籤》33卷因最早刻成，且內容精闢，故得單行於世至今。清康熙年間刊印的《全唐詩》，即以內府所藏本書與季振宜《全唐詩稿》為藍本編輯。
 维基共享资源上的相關多媒體資源：唐音統籤